# Chevilly-Larue (stanice metra v Paříži)
Chevilly-Larue je stanice na lince 14 pařížského metra, která se nachází ve městě Chevilly-Larue v departementu Val-de-Marne. K jejímu uvedení do provozu došlo 24. června 2024.

## Poloha
Nachází se pod Avenue de la Cité a Rue de Thiais a má dvojitý přístup z obou stran silnice. To umožňuje přístup k tržnici Rungis a Cité de la gastronomie a přestup na tramvaj T7, Trans-Val-de-Marne a autobusové linky v této oblasti.

## Výstavba
V březnu 2018 byla zakázka na inženýrské stavby svěřena firmě Razel-Bec, dceřiné společnosti Fayat Group, v konsorciu s Eiffage Civil Engineering, Sefi-Intrafor, Eiffage Fondations a I.CO.P. Stavební práce začaly v červenci 2021.
Návrh stanice byl svěřen architektonické agentuře Brunet Saunier Architecture.
Švýcarští umělci Gerda Steiner a Jörg Lenzlinger navrhli pro stanici umělecké dílo v koordinaci s architektem Jérômem Brunetem.

## Dějiny
Stanice byla původně pojmenována Porte de Thiais - Marché International s ohledem na názvy stávajících autobusových a tramvajových zastávek na lince T7. Po zveřejnění nových názvů některých stanic na prodloužené lince 14 na jih vyjádřilo několik starostů Val-de-Marne nesouhlasný názor s názvy tří stanic, které podle nich neodpovídají místům, kde se budou nacházet.
V září 2022 bylo oznámeno, že stanice bude přejmenována na Chevilly-Larue s podtitulem Marché International.